# HandMade Films
HandMade Films ist eine von George Harrison und Denis O’Brien 1979 gegründete Filmproduktionsgesellschaft.

## Geschichte
Das Unternehmen entstand, als während der Produktion des Films Das Leben des Brian die EMI ihr finanzielles Engagement zurückzog und den Monty Pythons damit zwei Millionen Pfund für die Fertigstellung des Films fehlten. George Harrison, Ex-Beatle und Fan der Pythons, sprang mit vier Millionen US-Dollar ein mit der Begründung, er wolle den fertigen Film sehen – die teuerste Kinokarte der Welt, wie später gelästert wurde. Harrisons Engagement hatte jedoch auch steuerliche Gründe.
Die so in Zusammenarbeit mit Harrisons Geschäftsfreund Denis O’Brien entstandene HandMade Films produzierte in der Folge einige der wichtigsten Filme der britischen Kinoszene. Eric Idle behauptete sogar, dass von der britischen Filmszene der 1980er Jahre nichts mehr übrig bliebe, wenn man die HandMade-Filme wegnähme. Außerdem eröffneten HandMade-Filme Schauspielern wie Bob Hoskins, Pierce Brosnan, Robbie Coltrane und Richard E. Grant die Möglichkeit zu einer Filmkarriere.
1994 verkaufte George Harrison das Unternehmen an die kanadische Paragon Entertainment Corporation und verklagte O’Brien erfolgreich auf Schadenersatz für Verluste, die dieser als Geschäftsführer vor ihm verschleiert hatte.

## Filme (Auszug)
- Das Leben des Brian (Monty Python’s Life of Brian, 1979)
- Lebenslänglich – Ein Alptraum hinter Gittern (A Sense of Freedom, 1979)
- Rififi am Karfreitag (The Long Good Friday 1980)
- Time Bandits (Time Bandits, 1981)
- Monty Python Live at the Hollywood Bowl (Monty Python live at the Hollywood Bowl, 1982)
- Der Missionar (The Missionary, 1982)
- Blackout im Höllenparadies (Scrubbers, 1982)
- Hey Soldat, Dein Täschchen brennt (Privates on Parade, 1983)
- Ein tollkühner Himmelhund (Bullshot, 1983)
- Magere Zeiten – Der Film mit dem Schwein (A Private Function, 1984)
- Wasser – Der Film (Water, 1985)
- Shanghai Surprise (Shanghai Surprise, 1986)
- Mona Lisa (Mona Lisa, 1986)
- Pinguine in der Bronx (Five Corners, 1987)
- Withnail & I (Withnail & I , 1988)
- Bellman & True (Bellman and True, 1988)
- Track 29 – Ein gefährliches Spiel (Track 29, 1988)
- Die große Sehnsucht der Judith Hearne (The Lonely Passion of Judith Hearne, 1988)
- Raggedy – Eine Geschichte von Liebe, Flucht und Tod (The Raggedy Rawney, 1989)
- Ein erfolgreicher Mann (How to get ahead in Advertising, 1989)
- Zwei Cheyenne auf dem Highway (Pow Wow Highway, 1990)
- Nonnen auf der Flucht (Nuns on the Run, 1990)
- Cold Dog - Zur Hölle mit dem Himmelhund (Cold Dog Soup, 1990)

Folgende HandMade Filme wurden nach dem Verkauf der Firma an Paragon Entertainment produziert:
- Bube, Dame, König, grAS (lock, stock & two smoking barrels, 1998)
- Planet 51 (2009)